# Montezumaoropendola
Montezumaoropendola (Psarocolius montezuma) är en fågel i familjen trupialer inom ordningen tättingar.

## Utseende och läten
Montezumaoropendolan är en spektakulär och mycket stor trupial. Storleksskillnaden är mycket stor mellan könen, där hanen är uppemot 50 cm lång och honan endast 38 cm. Fjäderdräkten är dock likartad: överlag rostfärgad med svart huvud, gula stjärtsidor, tvåfärgad näbb och en ljus fläck med bar hud på huvudsidan. Flykten är rätt rak, med långsamma vingslag. Lätet är mycket karakteristiskt gurglande, likt ljudet av vatten som rinner ur en flaska.

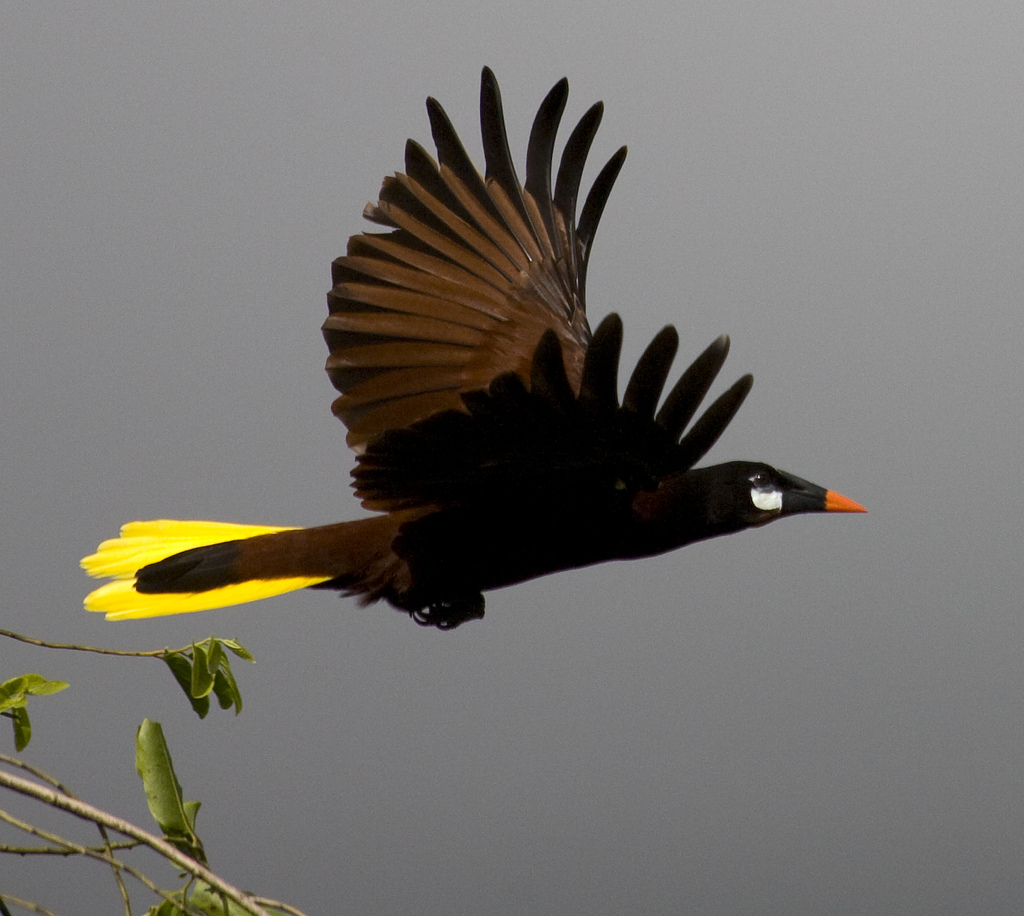

## Utbredning och systematik
Fågeln förekommer i låglänta områden utmed Mexikanska golfen och mot Karibien från sydöstra Mexiko till centrala Panama. Den behandlas som monotypisk, det vill säga att den inte delas in i några underarter.

## Levnadssätt
Montezumaoropendolan är en vanlig fågel i låglänta fuktiga tropiska skogar med intilliggande buskmarker och plantage. Den födosöker vanligen i smågrupper i trädkronorna på jakt efter frukt och stora insekter, men har också noterats ta små ryggradsdjur.

### Häckning
Montezumaoropendolan häckar i kolonier i höga träd, där de stora pungformade bona är en karakteristisk syn. Arten har ett polygynt häckningsbeteende där dominanta alfahanar utför de flesta parningarna i kolonin, även om underordnade hanar också kan para sig med vissa honor, antagligen på andra ställen och utom synhåll från alfahanarna.

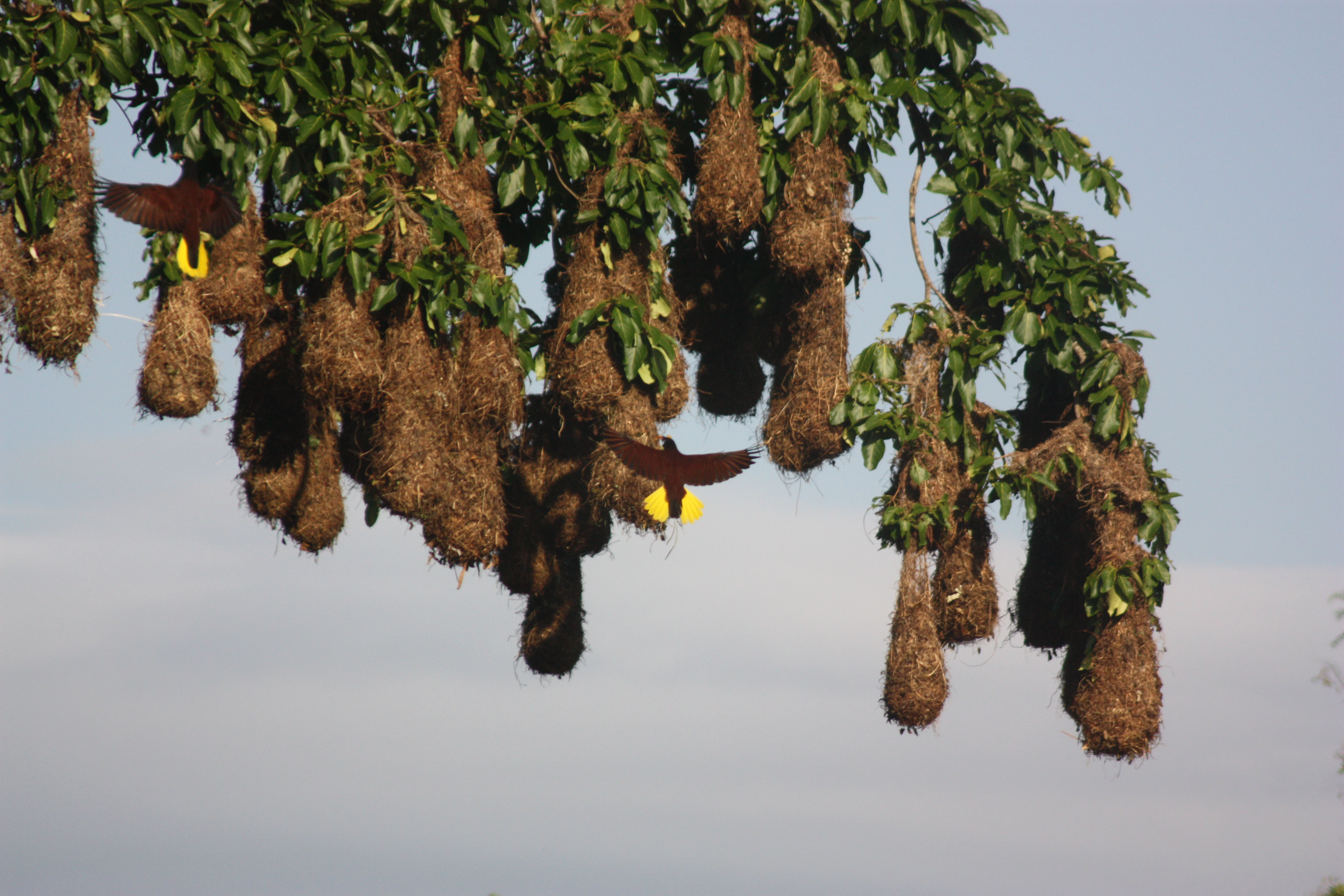

## Status och hot
Arten har ett stort utbredningsområde och en stor population, men tros minska i antal, dock inte tillräckligt kraftigt för att den ska betraktas som hotad. Internationella naturvårdsunionen IUCN listar därför arten som livskraftig (LC).